# Palkov prolaz
Palkov prolaz je morski prolaz između Indije i otočne države Šri Lanke koji povezuje Bengalski zaljev na sjeveroistoku s Palkovim zaljevom na jugozapadu. Nazvan je prema Robertu Palku, guverneru nekadašnje provincije Madras.

## Geografija
Prolaz je na najplićem dijelu dubok samo 9 metara, te je širok između 53 i 82 km. Nekoliko rijeka se ulijeva u njega, najduža je rijeka Vaigai u indijskoj državi Tamil Nadu. U Palkovom zaljevu na južnom dijelu prolaza nalazi se Adamov most, niz otočića, grebena i pješčanih prudova između otoka Pamban na južnoj obali Indije i otoka Mannar na sjeverozapadnoj obali Šri Lanke. U hinduističkoj mitologiji poznat je kao Ramin most. Otok Pamban (ili Rameswaram) povezan je željezničkim mostom s Indijom.

## Povijest
Od 1914. godine postojala je redovna željeznička linija između Madrasa (današnjeg Chennaija) i grada Dhanushkodi na otoku Pamban, trajektna linija do grada Talaimannar na otoku Mannar te dalje vlak do Colomba. Međutim, godine 1964. ciklon je razorio Dhanushkodi i željeznicu te uzrokovao velike štete na obalama uz Palkov zaljev, te je grad do danas ostao nenaseljen, a željeznica je obnovljena tek nakon završetka građanskog rata u Šri Lanci.

## Predloženi kanal i tunel
Zbog plitkog dna i grebena prolazom plove samo manji ribarski brodovi, dok veliki teretni brodovi moraju ploviti oko Šri Lanke. Gradnju kanala kroz prolaz prva je predložila 1860. godine britanska vlada Indije, te su provedene brojne studije o izgradnji, međutim gradnja kanala nailazi na otpor u religijskim krugovima.
Godine 2016. predložena je gradnja podvodnog tunela koji bi spajao Indiju i Šri Lanku.

## Vanjske poveznice
|  | Zajednički poslužitelj ima još gradiva o temi Palkov prolaz |